# Менген
Менген (њем. Mengen) град је у њемачкој савезној држави Баден-Виртемберг. Једно је од 25 општинских средишта округа Зигмаринген. Према процјени из 2010. у граду је живјело 10.065 становника. Посједује регионалну шифру (AGS) 8437076, NUTS и LOCODE код.

## Географски и демографски подаци
Менген се налази у савезној држави Баден-Виртемберг у округу Зигмаринген. Град се налази на надморској висини од 561 метра. Површина општине износи 49,8 km². У самом граду је, према процјени из 2010. године, живјело 10.065 становника. Просјечна густина становништва износи 202 становника/km².

## Међународна сарадња
| Мјесто | Држава    | Врста сарадње | Од    |
| ------ | --------- | ------------- | ----- |
| Буле   | Француска | партнерство   | 1966. |
| Извор  |           |               |       |